# Deylamān
Deylamān (persiska: دیلمان) är en ort i Iran.   Den ligger i provinsen Gilan, i den nordvästra delen av landet, 190 km nordväst om huvudstaden Teheran. Deylamān ligger 1 451 meter över havet och antalet invånare är 1 261.
Terrängen runt Deylamān är kuperad söderut, men norrut är den bergig. Runt Deylamān är det ganska tätbefolkat, med 155 invånare per kvadratkilometer. Deylamān är det största samhället i trakten. Trakten runt Deylamān består i huvudsak av gräsmarker.